# トクマルシューゴ
 トクマル シューゴ（1980年5月29日 - ）は、日本のミュージシャンである。東京都出身。アマチュア無線4級。
アコースティックギターを中心に、様々な楽器や、玩具などの非楽器を演奏し、多重録音による実験的なポップミュージックを生み出すことで知られる。

## 人物と作品
2004年にニューヨークのインディーズレーベル・Music Relatedより宅録により制作されたファーストアルバム『Night Piece』をリリース。本アルバムは日本語歌詞であるにもかかわらずWIRE誌、ローリング・ストーン誌などに採り上げられる。また、辛口なレビューで知られ、インディーシーンに絶大な影響力を持つ音楽情報サイト、Pitchforkのレビューにおいても8.6/10という大変な高評価を得る。
2005年にセカンドアルバム『L.S.T.』をリリース。翌年には、ヨーロッパやニュージーランドでも相次いでリリースされ、フランスとスペインと北欧を回る初のヨーロッパ・ツアーを行った。
2007年にサードアルバム『EXIT』をリリース。本作はティーンエイジ・ファンクラブのノーマン・ブレイクなど海外のミュージシャンからも賞賛され、商業的にも成功を収めた。
2008年、FUJI ROCK FESTIVAL、みやこ音楽祭、NANO-MUGEN FES.に出演。2009年、SUMMER SONIC、ROCK IN JAPAN FESTIVAL、朝霧JAM、ROSKILDE FESTIVALに出演。同年、ニューズウィーク誌が特集した「世界が尊敬する日本人100人」に選出された。
2010年4月、4thアルバム『Port Entropy』をリリース。全国13カ所でツアーを行い全公演が即ソールドアウト。NHK『トップランナー』に出演。
2011年には『Port Entropy』を米ポリバイナル・レコーズよりリリース。ヨーロッパ、アジア、オーストラリアなど海外ツアーも敢行。
自身が主催するTONOFONを立ち上げフェスを開催。FUJI ROCK FESTIVAL WHITE STAGEに出演。
2012年、TONOFONよりDVD『TONOFON FESTIVAL & SOLO 2011』をリリース。
また、楽曲「Clocca」がバンクーバーオリンピックのスポット広告「Olympic Spirit」に起用された他、SONY、無印良品、進研ゼミ、森永製菓など、国内外の多くのCMで既存の楽曲やオリジナル曲が使用されている。
ライブ活動も盛んに行っており、ソロや、トクマルシューゴをフロントに据えた5人のメンバーで様々な楽器を駆使した演奏を披露する。
GELLERSというロックバンドにも在籍。

## 作品

### アルバム
|                | タイトル       | レーベル                                         | 発売日         |
| -------------- | -------------- | ------------------------------------------------ | -------------- |
| CD-R Demo      | Fragment       | 非売品                                           | 2003年         |
| 1st Album      | Night Piece    | Music Related、Compare Notes                     | 2004年8月20日  |
| 2nd Album      | L・S・T        | Compare Notes、Active Suspension                 | 2005年8月25日  |
| 3rd Album      | EXIT           | Pヴァイン、StarTime International                | 2007年10月19日 |
| 1st Mini Album | Rum Hee        | Pヴァイン                                        | 2009年4月2日   |
| 4th Album      | Port Entropy   | Pヴァイン、ポリバイナル・レコーズ                | 2010年4月21日  |
| 5th Album      | In Focus?      | Pヴァイン、ポリバイナル、High Note、Pastel Music | 2012年11月7日  |
| 6th Album      | TOSS           | Pヴァイン、ポリバイナル、High Note               | 2016年10月12日 |
| 7th Album      | Song Symbiosis | TONOFON                                          | 2024年7月17日  |

### シングル
- Vista/Friend（2006年7月18日）(円盤)

#### 配信限定シングル
- そりすべり（2009年11月25日）

### DVD
- TONOFON FESTIVAL & SOLO 2011（2012年5月16日）(TONOFON)

### 参加作品(主にRemix)
- Apartments "Sleeping Bird"『Apremix』(2006)
- Moools "Tournament"『Tournament』(2006)
- David Fenech "Spiderwoman"『Polochon Battle』(2007)　※コラボレーション
- あがた森魚 "赤色エレジー"『赤色エレジーマニア』(2007)　※カバー
- オムニバス "Micro Guitar Music"『極東最前線2』(2008) ※オリジナル曲
- .tape. "With Paul"『Repainted』(2008)
- ユニコーン (バンド) "自転車泥棒"『URMX』(2009)
- I am robot and proud "401 Circuit"『Uphill City Remixes & Collaborations』(2010)
- Deerhoof "Behold a Marvel in the Darkness"『Behold a Marvel in the Darkness / Hey I Can』(2010)

## 音楽担当

### TV
- トップランナー（NHK）
- ミミクリーズ（NHK）
- ニャンちゅうワールド放送局（NHK教育テレビ）
- ミュージックビデオ専門／VMC(100%ヒッツ!スペースシャワーTVプラス)(SPACE SHOWER TV)

「GRIN・GRIN」(映像:本郷伸明)

### テレビドラマ
- 漫画みたいにいかない（2018年、Hulu・日本テレビ）[5]
- 彼女が成仏できない理由（2020年、NHK総合）

### テレビアニメ
- ちいかわ（2022年、フジテレビ系列『めざましテレビ』内）[6]）

### CM
- 無印良品「その次があるバスタオル」「超音波アロマディフューザー」他
- 森永製菓『いいこと、12コ。』模様替え 編

### 映画/舞台
- 「コドモのコドモ」(監督:萩生田宏治)
- 「ちんけさんと大きな女たち」(演出:近藤芳正)
- 「グミ・チョコレート・パイン」 (監督:ケラリーノ・サンドロヴィッチ) ギター録音、手元ダミーで参加
- シアターBRAVA!10周年記念シリーズ　つながる音楽劇 麦ふみクーツェ～everything is symphony!!～（東京公演・2015年04月10日-19日、世田谷パブリックシアター　大阪公演・2015年4月23日-26日、シアターBRAVA！） 音響監督として参加
- 「HOMESICK」(監督:廣原暁)
- 「PARKS パークス」（監督：瀬田なつき）
- ミュージカル『わたしは真悟』（2016年12月 - 2017年1月) 阿部海太郎とオープンリールテープレコーダーで演奏